# Sphaeromias par
Sphaeromias par är en tvåvingeart som först beskrevs av Ingram och John William Scott Macfie 1922.  Sphaeromias par ingår i släktet Sphaeromias och familjen svidknott. Inga underarter finns listade i Catalogue of Life.